# Macomer
Macomer ist ein Ort in der Provinz Nuoro in der italienischen Region Sardinien mit 9166 Einwohnern (Stand 31. Dezember 2023).
Macomer liegt 55 km westlich von Nuoro.
Die Nachbargemeinden sind: Birori, Bolotana, Bonorva (SS), Borore, Bortigali, Scano di Montiferro (OR), Semestene (SS) Silanus und Sindia.
In der Umgebung finden sich die Gigantengräber von Tamuli, die Domus de Janas von Filigosa mit der Nuraghe Ruju und die Nuraghen Ascusa, Funtana Ide, Santa Barbara und Succuronis.
Der Staatsbahnhof Macomer liegt an der Nord-Süd-Bahnstrecke Cagliari–Golfo Aranci Marittima, der naheliegende Schmalspurbahnhof ist Ausgangspunkt der westwärts verlaufenden Bahnstrecke Macomer–Bosa und der ostwärts verlaufenden Bahnstrecke Macomer–Nuoro.